# SITA
SITA (em francês:  Société Internationale de Télécommunications Aéronautiques; em português:  Sociedade Internacional de Telecomunicações Aeronáuticas) é uma empresa multinacional de tecnologias de informação, especializada em serviços direccionados para a indústria da aviação. A empresa fornece seus serviços a cerca de 400 membros e 2.500 clientes em todo o mundo, o que, segundo ela, representa cerca de 90% do setor mundial de companhias aéreas.
Fundada em 1949, como cooperativa, a SITA foi o resultado de uma aliança formada por 11 companhias aéreas. O seu principal objectivo era prestar serviços de comunicação entre aeroportos, tendo sido uma das primeiras a fazê-lo, através de uma extensa rede de infraestruturas.
Em 2000, a SITA foi separada em duas empresas: a SITA SC (empresa cooperativa), e a SITA INC (Information Network Computing - Rede de Informação Computadorizada). Actualmente, a SITA é constituída por mais de 400 membros, desde empresas de aviação a sistemas de reservas por computador.